# Der Staatsanwalt hat das Wort: Das Haus am See
Das Haus am See ist ein deutsches Fernsehspiel von Gert Kudelka aus dem Jahr 1965. Das kriminologische Fernsehspiel erschien als zweite Folge der Filmreihe Der Staatsanwalt hat das Wort.

## Handlung
Max Bernhard, neuer Inhaber des Ausflugslokals „Haus am See“, macht aus dem verlotterten Lokal eine Perle der Gastronomie. Um die erforderlichen Mittel für Anbauten und Einrichtung rasch aufzubringen, steigert er skrupellos durch kleine Portionen und dünnen Kaffee seine Einnahmen. Am Ende lautet die Anklage des Staatsanwalts: Betrug und Steuerhinterziehung. Urteil: 2 Jahre Freiheitsstrafe mit Bewährung.

## Produktion
Das Haus am See entstand 1965  im Zuständigkeitsbereich des DDR-Fernsehfunks, Bereich Dramatische Kunst.
Szenenbild: Eberhard Schrake; Dramaturgin: Käthe Riemann; Kommentar: Peter Przybylski.
Der Film wurde seit der Wende nicht ausgestrahlt und nicht in die DVD-Vermarktung im Rahmen des DDR-TV-Archiv aufgenommen.